# Henri du Châtelet
Henri du Châtelet, chevalier, seigneur d'Autigny, est le fils de Jean du Chasteler ou Chasteler, sire du Châtelet et de Gillette de Passavant.
Il est considéré comme l'auteur de la maison du Châtelet.

## Mariage
Il épousa - de Beauffremont puis Adeline de Germiny.

Il ne vivait plus en 1341

Il eut du 1er lit
1. Erard, qui suit
2. Jean, surnommé Sarazin, épousa Marguerite Agimont, Dame du Fau et de Tynes
3. Jean, chanoine de Mayance
4. Liébault ou Pierre- Liébault, épousa ? Duval
5. Renal ou René, Ecuyer
A. Pierre, épousa Jacquette, Dame de Bioncourt
B. Erard, surnommé le petit Erard
C. Jenat, épousa Jean, sire de Bouxières
6. Agnès, épousa Ferri de Ludres
7. Béatrix, épousa Henri de Salm, seigneur de Dompbale

## Sources bibliographiques
- Dictionnaire de la noblesse, Badier, 1772
- Histoire généalogique de la maison du Châtelet de Dom Calmet, Nancy, 1741 ;